# Synanthedon monogama
Synanthedon monogama is een vlinder uit de familie wespvlinders (Sesiidae), onderfamilie Sesiinae.
Synanthedon monogama is voor het eerst wetenschappelijk beschreven door Meyrick in 1932. De soort komt voor in het Afrotropisch gebied.